# Oarisma
Oarisma is een geslacht van vlinders van de familie dikkopjes (Hesperiidae), uit de onderfamilie Hesperiinae.

## Soorten
- O. boeta (Hewitson, 1870)
- O. bruneri Bell, 1959
- O. edwardsii (Barnes, 1897)
- O. garita (Reakirt, 1866)
- O. nanus (Herrich-Schäffer, 1865)
- O. powesheik (Parker, 1870)
- O. stillmani (Bell & Comstock, 1948)